# Î
Î este a douăsprezecea literă din alfabetul limbii române. În limba română Î notează o vocală închisă centrală nerotunjită, sunet indicat și de litera Â. Tipografic, se compune din litera I cu semnul diacritic „accent circumflex” (ˆ).